# Hysterostomella uleana
Hysterostomella uleana är en svampart som beskrevs av Rehm 1898. Hysterostomella uleana ingår i släktet Hysterostomella och familjen Parmulariaceae.   Inga underarter finns listade i Catalogue of Life.